# مدیسون د لا گارزا
 مدیسون د لا گارزا (انگلیسی: Madison De La Garza؛ زادهٔ ۲۸ دسامبر ۲۰۰۱) یک هنرپیشه اهل ایالات متحده آمریکا است. وی از سال ۲۰۰۸ میلادی تاکنون مشغول فعالیت بوده‌است.